# Anna Reinhold
Anna Reinhold (* 1984 in Paris) ist eine französische Opernsängerin (Mezzosopran).

## Leben
Reinhold studierte Gesang am Conservatoire de Paris sowie am Prayner Konservatorium in Wien.
Sie spezialisierte sich auf alte Musik und trat außer in Konzerten vor allem in barocken und klassischen Opern wie Dido and Aeneas, Le nozze di Figaro, Hippolyte et Aricie oder Il mondo della luna in Erscheinung. Meist tritt sie in Frankreich auf, 2013/14 sang sie in Airs sérieux et à boire von Michel Lambert, begleitet vom Musikensemble Les Arts Florissants und den Menesteo in der Elena von Francesco Cavalli. 2015 spielte Reinhold die Marzia in Vivaldis Catone in Utica in Washington and New York. 2018 sang sie an der Opéra-Comique die Adèle in der szenischen Uraufführung von Dupins Le mystère de l’écureuil bleu.
Gemeinsam mit der Cembalistin Camille Delaforge gründete sie das Ensemble Il Caravaggio, das vor allem in Frankreich mit fränzöischer und italienischer Barockmusik auftritt. Mitwirkung an Veröffentlichungen gibt es beispielsweise mit Raphaël Pichon und dem Pygmalion ensemble (Bach's Hohe Messe), mit dem Lautenisten Thomas Dunford (Labirinto d'Amore), mit Leonardo García Alarcón und der Cappella Mediterranea  (Heroines of the Venetian Baroque), mit William Christies Les Arts Florissants (N’espérez plus, mes yeux, Bien que l'Amour, Si vous vouliez un jour) oder mit Il Caravaggio (Madonna della Grazia).